# District de Imsil
Le district de Imsil est un district de la province du Jeolla du Nord, en Corée du Sud.

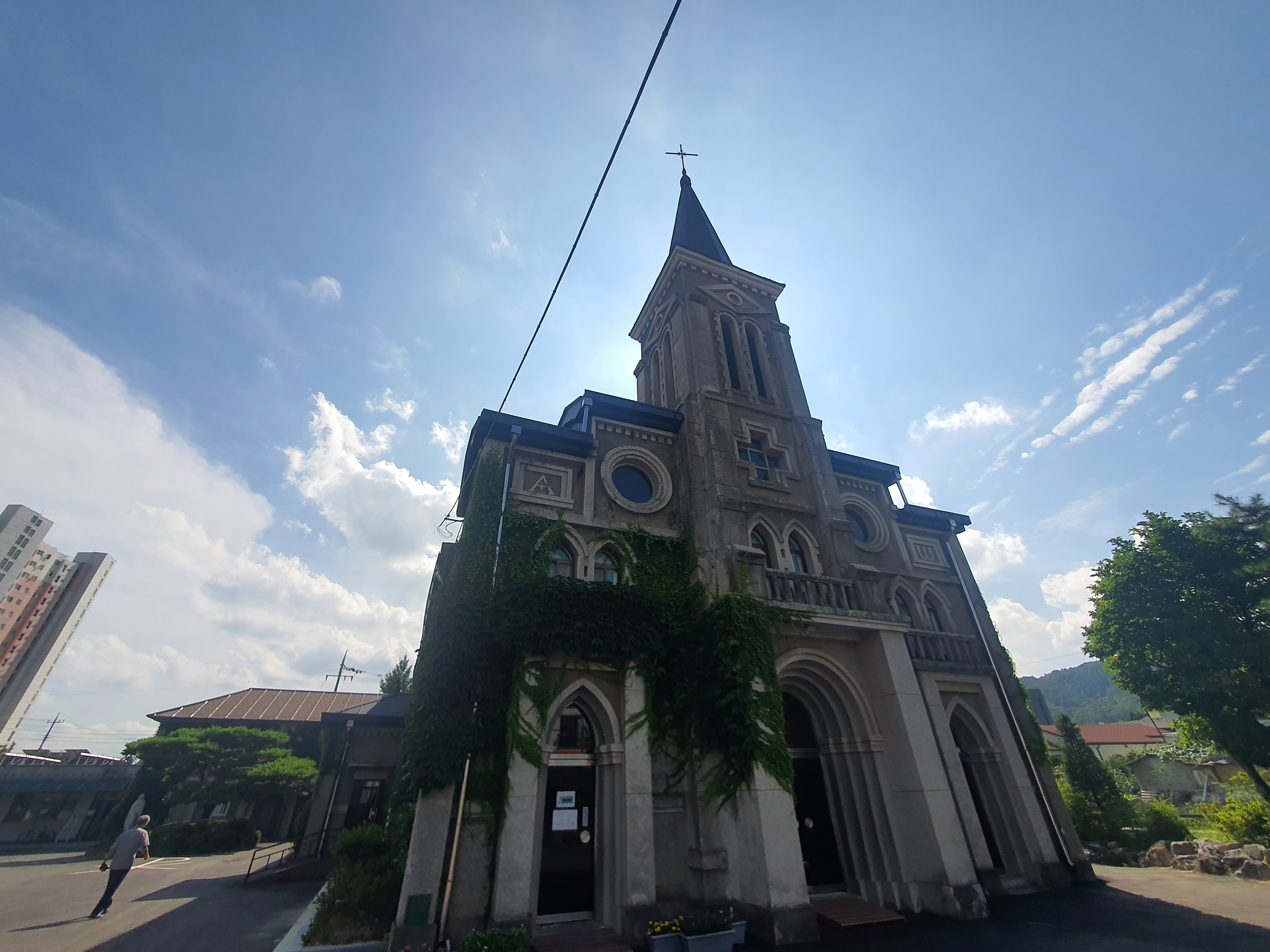
Cathédrale d'Imsil dans le comté d'Imsil